# Canton de Toulouse-Centre
Le canton de Toulouse-Centre est un ancien canton français situé dans l'arrondissement de Toulouse et le département de la Haute-Garonne.

## Histoire
Le canton de Toulouse-Centre est créé au XIXe siècle. Il est supprimé par décret du 16 août 1973 lors de la création des cantons de Toulouse-I à XV.

## Composition
Le canton de Toulouse-Centre possède une superficie de 54,94 km². 
Il est composé d'une fraction de la commune de Toulouse, située à l'intérieur d'un périmètre défini par l'axe des voies et limites suivantes : limites des communes de Balma, L'Union et Launaguet, route de Launaguet, avenue de Launauguet, avenue des Minimes, pont des Minimes, canal du Midi, pont de la Colombette, rue de la Colombette, rue des Trois-Journées, square du Président-Wilson, rue Lafayette, place du Capitole, rue Romiguières, rue Pargaminières, place Saint-Pierre, rive droite de la Garonne, place du Pont-Neuf, rue du Pont-Neuf, place d'Assézat, rue des Marchands, place de la Trinité, rue de la Trinité, place Rouaix, rue Croix-Baragnon, rue Saint-Étienne, place Saint-Étienne, rue Riguepels, allée Saint-Étienne, Boulingrin, allée des Soupirs, canal du Midi, chemin de la Baraquette, rue des Juifs, Côte-Pavée-Montaudran, chemin de Bataille, route de Castres et route de Balma jusqu'à la limite de la commune de Balma.
Il inclut également les communes de Castelmaurou, L'Union, Montberon, Pechbonnieu, Rouffiac-Tolosan, Saint-Geniès-Bellevue, Saint-Jean et Saint-Loup-Cammas.

## Représentation

### Conseillers généraux
| Période | Période          | Identité                                            | Étiquette      | Qualité |
| ------- | ---------------- | --------------------------------------------------- | -------------- | --- |
| 1833    | 1846 (décès)     | Joseph de Malaret                                   |                | Maire de Toulouse (1811-1815) Député de la Haute-Garonne (1815, 1830-1831 et 1835-1837) Pair de France (1839-1846)                                                                  |
| 1846    | 1847 (décès)     | Jean Guillaume Gaston Cabanis                       |                | Notaire Maire de Toulouse (1845-1847) Député de la Haute-Garonne (1846-1847) |
| 1847    | 1852             | Jean Gasc                                           | Mon.           | Avocat, bâtonnier (1835-1837 et 1841-1842) Adjoint au maire de Toulouse Député de la Haute-Garonne (1849-1851) Conseiller d'État (1852-1873)                                        |
| 1852    | 1858             | Benoît Arzac                                        |                | Propriétaire Maire de Toulouse (1841 et 1848) Conseiller général pour le canton de Toulouse-Ouest (1848-1852)                                                                       |
| 1858    | 1867             | Jean-Baptiste Cœur                                  |                | Général de brigade |
| 1867    | 1868             | Jean Amilhau                                        |                | Notaire Maire de Toulouse (1865-1866) |
| 1868    | 1871             | Louis François Marie Théron de Montaugé (1830-1927) |                | Propriétaire et agriculteur |
| 1871    | 1879 (démission) | Bernard Mulé                                        | Républicain    | Négociant Député de la Haute-Garonne (1848-1849) |
| 1879    | 1880             | Henri Amilhau                                       | Droite         | Conseiller à la cour de Toulouse |
| 1880    | 1885             | Ernest Constans                                     | Républicain    | Professeur de droit Député de la Haute-Garonne (1876-1890) Sénateur de la Haute-Garonne (1890-1906) Ministre de l'Intérieur (1880-1881 et 1889-1892)                                |
| 1886    | 1910             | Camille Ournac                                      | Rad.           | Minotier Conseiller d'arrondissement pour le canton de Toulouse-Sud (1880-1886) Sénateur de la Haute-Garonne (1897-1920) Président du conseil général Maire de Toulouse (1888-1892) |
| 1910    | 1919             | Jean Rieux                                          | SFIO           | Négociant Maire de Toulouse (1906-1908 et 1912-1919) |
| 1919    | 1922             | Joseph Gheusi                                       | Rad.           | Professeur de droit civil Maire de Noé Député de la Haute-Garonne (1908-1914 et 1919-1924)                                                                                          |
| 1922    | 1933 (décès)     | Jean Rieux                                          | SFIO, puis PSF | Négociant Maire de Toulouse (1906-1908 et 1912-1919) Député de la Haute-Garonne (1924-1928 et 1932-1933)                                                                            |
| 1933    | 1940             | Georges Hyon                                        | SFIO           | Inspecteur à la Jeunesse et aux Sports Adjoint au maire de Toulouse |
|         |                  |                                                     |                | |
| 1943    | 1945             | André Haon                                          |                | Avocat Maire de Toulouse (1940-1944) |
|         |                  |                                                     |                | |
| 1945    | 1949             | Camille Santucci-Tauber                             | PCF            | Institutrice à Toulouse Dirigeante de l'UFF |
| 1949    | 1961             | Georges Hyon                                        | SFIO           | Inspecteur à la Jeunesse et aux Sports Adjoint au maire de Toulouse |
| 1961    | 1973             | Pierre Baudis                                       | CNI, puis RI   | Administrateur civil Maire de Toulouse (1971-1983) Député de la Haute-Garonne (1958-1967 et 1968-1978)                                                                              |

### Conseillers d'arrondissement
| Période                                  | Période | Identité                          | Étiquette           | Qualité                                                                                                  |
| ---------------------------------------- | ------- | --------------------------------- | ------------------- | --- |
| 1833                                     | 1848    | Auguste Jules Ducasse (1786-1859) |                     | Chirurgien gynécologue à Toulouse                                                                        |
| 1848                                     |         | M. Richaud                        | Républicain         | |
|                                          |         |                                   |                     | |
| 1877                                     | 1889    | M. Grateloup                      | Républicain         | Commissaire-enquêteur, propriétaire à Toulouse                                                           |
| 1889                                     | 1901    | M. Philippe                       | Républicain radical | Conseiller municipal de Toulouse                                                                         |
| 1901                                     | 1907    | Joseph Sarraute                   | Radical             | Conseiller municipal de Toulouse                                                                         |
| 1907                                     | 1913    | Charles Falandry                  | SFIO                | Libraire Adjoint au maire de Toulouse                                                                    |
| 1913                                     | 1919    | Augustin Deltour                  | SFIO                | Conseiller municipal Adjoint au maire de Toulouse                                                        |
| 1919                                     |         | Antoine Bacqué (1855-1938)        | Rad.                | Directeur de briqueterie Maire de Pechbonnieu                                                            |
| ?                                        | ?       | Maurice Sarraut                   | Rad.                | Journaliste à La Dépêche de Toulouse Ancien sénateur de l'Aude (1913-1932)                               |
| 1925                                     | 1935    | Jérôme Poulard                    | SFIO                | Directeur de la succursale de la banque de l'Union publique Adjoint au maire de Toulouse                 |
| 1935                                     | 1940    | Arthur Linières                   | SFIO                | Cheminot, puis agent d'assurances Conseiller municipal de Toulouse                                       |
| 1940                                     |         |                                   |                     | Les conseils d'arrondissement sont suspendus par la loi du 12 octobre 1940 et n'ont jamais été réactivés |
| Les données manquantes sont à compléter. |         |                                   |                     | |